# محمود أغ غالي
محمود أغ غالي (بالفرنسية: Mahmoud az Agali)‏ هو رئيس المكتب السياسي للحركة الوطنية لتحرير أزواد . والمكلف بأمانة رئاسة المجلس الانتقالي لدولة أزواد .